# Kunihiro Shimizu
 (juin 2016).
Si vous disposez d'ouvrages ou d'articles de référence ou si vous connaissez des sites web de qualité traitant du thème abordé ici, merci de compléter l'article en donnant les références utiles à sa vérifiabilité et en les liant à la section « Notes et références ».
Kunihiro Shimizu (清水 邦広, Shimizu Kunihiro) est un joueur Japonais de volley-ball né le 11 août 1986 à Fukui. Il mesure 1,93 m et joue spiker en Équipe du Japon de volley-ball.

## Clubs
- Fukui University Fukui Junior and Senior High School
- Tokai University
- Panasonic Panthers (2009-)